# Petracola labioocularis
Petracola labioocularis — вид ящірок родини гімнофтальмових (Gymnophthalmidae). Ендемік Перу.

## Поширення і екологія
Petracola labioocularis відомі з типової місцевості, розташованої в регіоні Уануко, в Перуанських Андах, на висоті 2980 м над рівнем моря. Вони живуть на пасовищах та у високогірних чагарникових заростях.